# Фердинанд Фридрих Август Вюртембергский
Фердинанд Фридрих Август Вюртембергский (нем. Ferdinand Friedrich August zu Württemberg; 21 октября 1763, Тшебятув — 20 января 1834, Висбаден) — герцог Вюртембергский, генерал-фельдмаршал австрийской армии.

## Биография
Фердинанд Фридрих Август — сын герцога Фридриха Евгения Вюртембергского и Фридерики Доротеи Софии Бранденбург-Шведтской.
В 18 лет Фердинанд Фридрих Август в звании старшего лейтенанта поступил на службу в австрийскую армию. Участвовал в войне с Турцией, 9 апреля 1788 года получил звание генерал-майора, а 20 августа 1790 года — фельдмаршал-лейтенанта. С началом войны против революционной Франции герцог участвовал в боях в Нидерландах, а в 1796 году — на Нижнем Рейне. В марте 1793 года под командованием эрцгерцога Карла участвовал в сражении у Неервиндена и заслужил за свои успехи крест военного ордена Марии Терезии. Весной 1794 года Фердинанд Фридрих Август спасал от французов Льеж, но не смог предотвратить его падение. В походе 1795 года он вывел свой армейский корпус к Рейну навстречу французской армии под командованием маршала Журдана и одержал победу. 21 марта 1796 года герцог Фердинанд получил звание фельдцейхмейстера. В походе 1796 года под его командой на Нижнем Рейне в корпусе, противостоявшем генералу Клеберу, состояло 18 тыс. человек. В конце июня 1796 года герцог Вюртембергский был вынужден уйти в отставку по состоянию здоровья и перебрался в Вену.
С наступлением Наполеона весной 1797 года из Италии во Внутреннюю Австрию герцог вернулся на военную службу и был назначен командующим генералом во Внутренней и Верхней Австрии. 12 апреля 1796 года герцогу Фердинанду была поручена организация добровольческого корпуса для защиты Вены. Дважды в 1798—1799 и 1805 годах герцог Фердинанд выполнял функции военного уполномоченного в Санкт-Петербурге. 5 сентября 1800 года Фердинанд Фридрих Август был назначен городским комендантом Вены. 1 апреля 1805 года император удостоил герцога звания фельдмаршала. Герцог Вюртембергский оставался на должности коменданта Вены до 1820 года, в 1829—1834 годах он служил на должности губернатора союзной крепости Майнца.

## Семья
Герцог Фердинанд Фридрих Август был женат дважды. 18 марта 1795 года он женился на Альбертине Шварцбург-Зондерсгаузенской (1771—1829), дочери князя Кристиана Гюнтера I Шварцбург-Зондерсгаузенского и Шарлотты Вильгельмины Ангальт-Бернбургской. Брак был расторгнут в 1801 году.
Второй супругой герцога 23 февраля 1817 года в Марселе стала Паулина Меттерних-Виннебург (1771—1855), сестра Клеменса фон Меттерниха и дочь Франца Георга фон Меттерних-Виннебурга и Марии Беатрисы фон Кагенек.

## Награды
- Военный орден Марии Терезии, большой крест (Австрия, 1794)[1]
- Военный орден Марии Терезии, командорский крест (Австрия, 1793)
- Королевский венгерский орден Святого Стефана, большой крест (Австрия, 1831)
- Австрийский орден Леопольда, большой крест (Австрия, 1809)[1]
- Орден Вюртембергской короны, большой крест (Вюртемберг)[1]
- Орден «За военные заслуги», командорский крест (Вюртемберг)[1]
- Орден Чёрного орла (Пруссия)[2]